# 애니멀리어

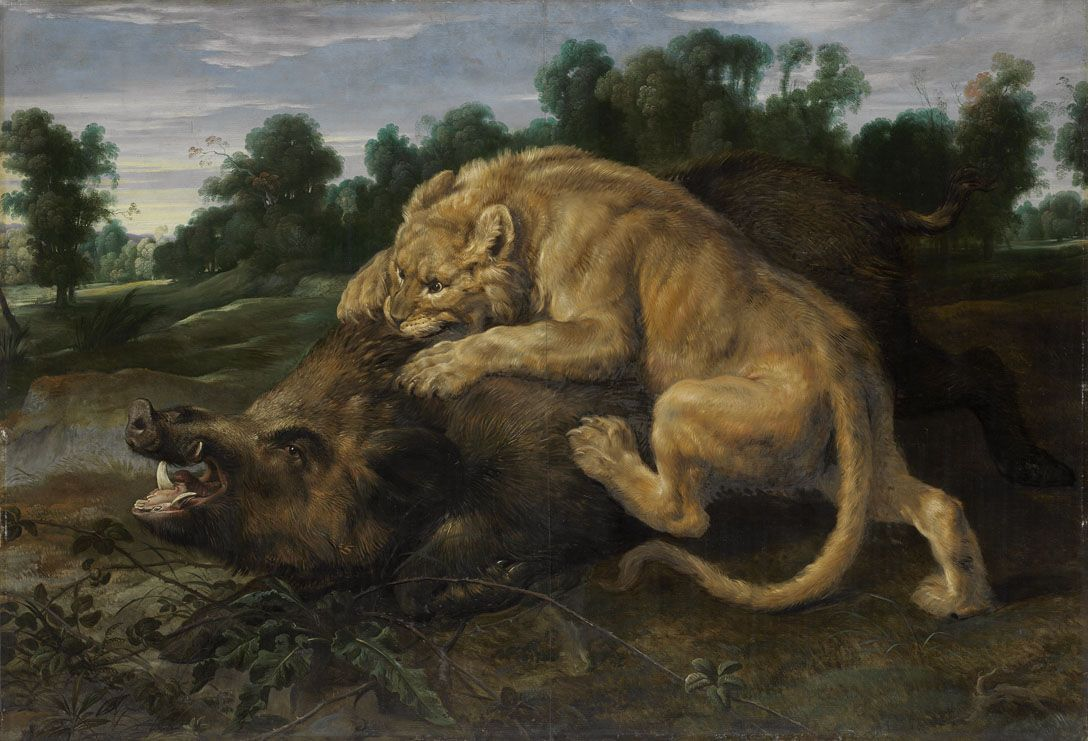
프란스 스나이더, 《멧돼지를 죽이는 사자》(Eine Löwin schlägt ein Wildschwein), 1620년~1625년경, 알테 피나코테크 소장

애니멀리어(Animalier)는 주로 19세기에 활동하여 동물을 사실적으로 묘사하는 데 전문적이었던 화가 또는 조각가를 칭한다. "동물 화가"는 초기 예술가들을 가리키는 보다 일반적인 용어이다. 애니멀리어라는 용어는 어떠한 예술적 장르나 형식이든 상관없이 지칭하는 용어지만 주로 조각가나 화가에게 가장 많이 적용되는 용어이다.
집합적인 복수 명사인 애니멀리어(Animalier) 또는 애니멀리어 브론즈(animalier bronzes)는 작은 규모의 동물 조각품을 가리키는 골동품 용어이기도 하며, 이런 동물 조각품은 주로 19세기 프랑스 및 유럽 대륙의 다른 지역에서 대량 생산되는 경우가 많았다.

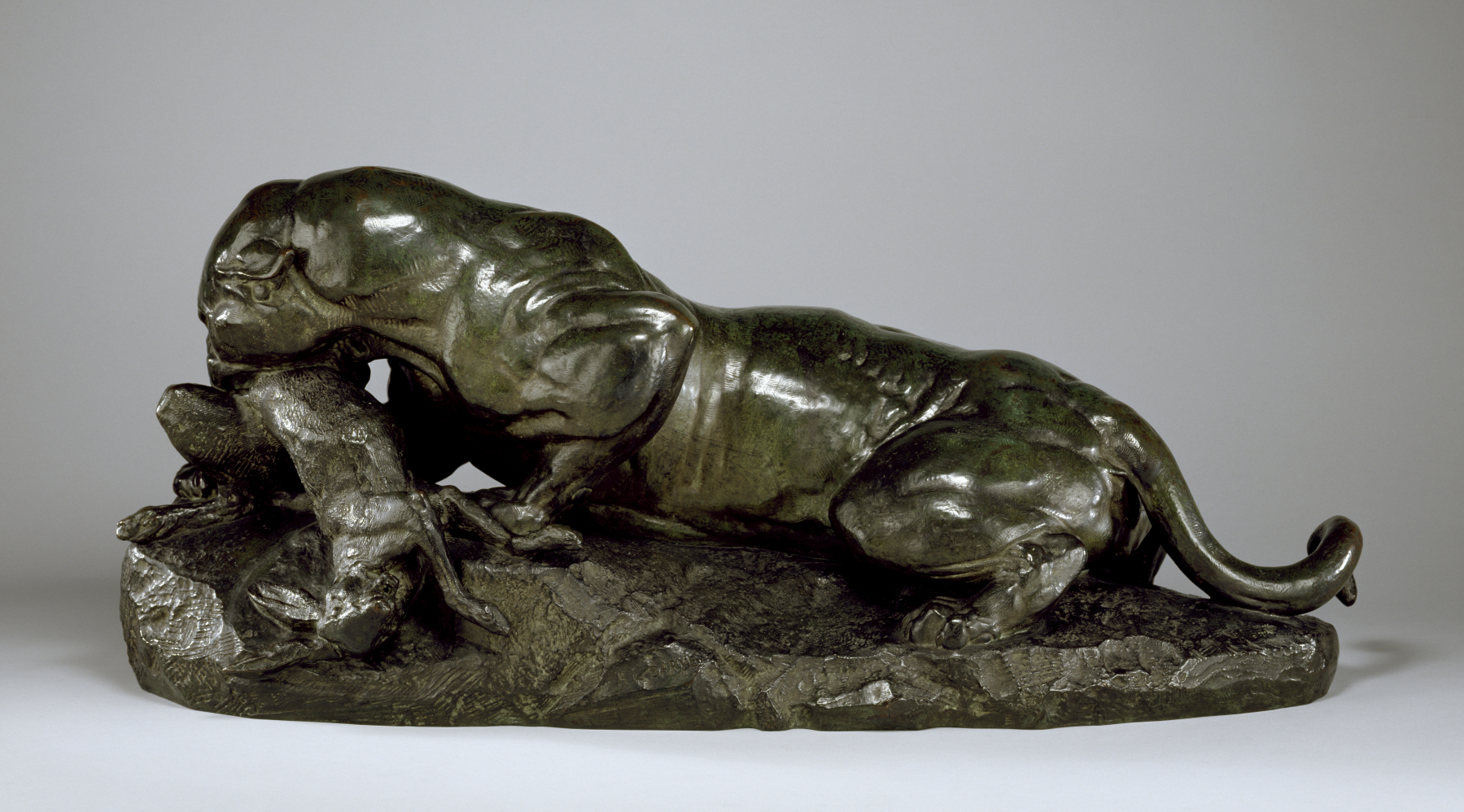
앙투안루이 바리, 《토끼를 잡아먹는 재규어》, 1850년, 월터스 미술관 소장

그보다 훨씬 이전의 많은 사례들을 찾을 수 있지만 동물 조각품은 19세기 초 파리에서 앙투안루이 바리의 작품과 함께 더 인기를 얻고 명성을 얻었다. 그러나 1831년 비평가들과 에밀 기유맹에 의해 애니멀리어라는 용어는 조롱조로 사용되기도 했다. 19세기 중반에 이르러 중산층들 사이에서 동물을 소재로 한 예술품이 널리 유행하게 되었다.